# Johan Lædre Bjørdal
Johan Lædre Bjørdal (Egersund, 5 mei 1986) is een Noors betaald voetballer.
Bjørdal speelt momenteel als verdediger bij de club Valerenga IF.

## Carrière
Bjørdal begon zijn voetbalcarrière in zijn geboortestad Egersund, maar in 2003 tekende hij een contract bij Viking FK. In 2005 speelde hij tijdelijk bij FK Tönsberg, waarna hij weer terugkeerde naar Viking FK. In 2007 ondertekende hij een contract met FK Bodø/Glimt. In deze club bleef hij 4 jaar.
In 2011 keerde hij terug naar Viking FK, waar hij 3 seizoenen bleef. In 2014 ging hij naar Denemarken: Aarhus GF.
In 2015 ondertekende hij een contract met Rosenborg BK.
In 2017 deed hij een transfer naar Zulte Waregem om uiteindelijk weer terug te keren naar Noorwegen (Valerenga IF).
Hij speelde ook enkele interlands bij de Noorse nationale ploeg.

## Clubstatistieken
| Seizoen | Club             | Land       | Competitie         | Wed. | Doelp. |
| ------- | ---------------- | ---------- | ------------------ | ---- | ------ |
| 2004    | Viking FK        | Noorwegen  | Eliteserien        | 1    | 0      |
| 2005    | → FK Tönsberg    | Noorwegen  | 1. divisjon        | 8    | 0      |
| 2006    | Viking FK        | Noorwegen  | Eliteserien        | 0    | 0      |
| 2007    | FK Bodø/Glimt    | Noorwegen  | 1. divisjon        | 28   | 1      |
| 2008    | FK Bodø/Glimt    | Noorwegen  | Eliteserien        | 6    | 0      |
| 2009    | FK Bodø/Glimt    | Noorwegen  | Eliteserien        | 13   | 1      |
| 2010    | FK Bodø/Glimt    | Noorwegen  | 1. divisjon        | 27   | 0      |
| 2011    | Viking FK        | Noorwegen  | Eliteserien        | 30   | 1      |
| 2012    | Viking FK        | Noorwegen  | Eliteserien        | 21   | 1      |
| 2013    | Viking FK        | Noorwegen  | Eliteserien        | 30   | 2      |
| 2013/14 | Aarhus GF        | Denemarken | Superligaen        | 15   | 0      |
| 2014/15 | Aarhus GF        | Denemarken | NordicBet Liga     | 17   | 2      |
| 2015    | Rosenborg BK     | Noorwegen  | Eliteserien        | 13   | 2      |
| 2016    | Rosenborg BK     | Noorwegen  | Eliteserien        | 12   | 0      |
| 2017    | Rosenborg BK     | Noorwegen  | Eliteserien        | 18   | 0      |
| 2017/18 | SV Zulte Waregem | België     | Jupiler Pro League | 8    | 0      |
| 2018/19 | SV Zulte Waregem | België     | Jupiler Pro League | 3    | 0      |
| 2019    | Vålerenga IF     | Noorwegen  | Eliteserien        | 9    | 0      |
| Totaal  | Totaal           | Totaal     | Totaal             | 259  | 10     |